# Барвники
Барвники — інтенсивно забарвлені речовини, придатні для фарбування різних матеріалів.

## Загальний опис
Колір барвників залежить від того, що вони вибірно поглинають частину світлових хвиль видимого спектра, а решту відбивають. Хімічний склад барвників характерний наявністю в їхніх молекулах ланцюгів спряження (чергування простих та подвійних зв'язків) і ароматичних або гетероциклічних ядер з ауксохромами (див. Кольорознавство).
До середини 19 століття вживалися барвники рослинного або тваринного походження. Найважливіші з них алізариновий червоний з коренів марени та індиго синій з листя індигоноски (Indigofera tinctoria). У 50-х рр. минулого століття одержано перші синтетичні барвники з вуглеводнів кам'яновугільної смоли: фуксин, мовеїн та інші. 1869 з антрацену було синтезовано алізарин, 1870 — індиго. Потім було відкрито азобарвники і сірчасті барвники.
На кінець XIX століття природні барвники були цілком замінені синтетичними.
Виникла нова аніліно-фарбова промисловість, яка до першої світової війни була монополізована Німеччиною (трест І. Г. Фарбеніндустрі). В нашій країні промислове виробництво барвників почалось лише після Жовтневого перевороту. Тепер відомо багато тисяч синтетичних барвників, з них у промисловості вживаються кілька сот.
Залежно від характеру перетворювання поглинутої енергії органічні барвники створюють:
- колір
- люмінесценцію
- здатність впливати на фотохімічні процеси[1]

## Класифікація

### Хімічна
За походженням (методом отримання) барвників:
- Природні
- Штучні (синтетичні)[2]

За метою застосування:
- харчові
- промислові (нехарчові)

За хімічною будовою барвники поділяються на:
- азометинові
- азобарвники
- антрапіридонові
- антронові
- антрахінонові:
  - антрахіноназолові (антрахінонові)
  - антрахінонпіразинові
- арилметанові
- ариламінові
- діазопірантронові
- нітробарвники (нітро- та нітрозо- барвники)
- перінонові
- піразолантронові
- поліметинові
- індигоїдні
- тіазолові
- фталоціанінові[2]
- тріарилметанові[3]
- сірчисті[3]

### Технічна
За технічним призначенням, розрізняють такі групи барвників:
- Кислотні барвники
- Основні барвники
- Прямі барвники
- Протравні барвники
- Активні барвники
- Кубові барвники
- Сірчисті барвники
- Барвники, які утворені на волокні
- Барвники для шерсті
- Барвники для шкіри і овчини
- Дисперсні барвники
- Барвники жиро- і спирторозчинні
- Пігменти і лаки[4]

Прямі, які фарбують бавовняне волокно у водному розчині без протрави
Сірчисті, нерозчинні у воді, фарбують волокно у водних розчинах сірчастого натрію
Кубові, нерозчинні у воді, фарбують після попереднього відновлення барвники до «лейкосполук», розчинних у лугах
кубозолі та індигозолі, розчинні у воді, похідні лейкосполук кубових барвники
Протравні:
- для бавовни; фарбують бавовняне волокно після попередньої обробки його солями алюмінію, заліза, хрому тощо
- для шерсті, діють на шерсть так само, як барвники попередньої групи

Осно́вні — солі з забарвленим катіоном; фарбують шерсть і шовк без протрави, бавовняне волокно — лише по таніновій протраві
Кислотні — солі з забарвленим аніоном; фарбують шерсть і шовк у кислих розчинах
Продукти для холодного фарбування — сполуки, які утворюють безпосередньо на волокні нерозчинні у воді азобарвники
Барвники для штучного, або синтетичного, волокна; фарбують віскозу або синтетичні полімери, розчиняючись у них або утворюючи тонку суспензію
Індуліпи та нігрозини — сині й чорні барвники з аніліну
Пігменти — нерозчинні у воді барвники для лакофарбової і поліграфічної промисловості.
Іншомовні назви барвників довільні і здебільшого визначають лише їхній колір.
До 1992 року в назвах барвників зазначався спосіб вживання барвника, колір, іноді стійкість забарвлення, відтінок та інші властивості, наприклад кислотний рожевий М (М — закріплюється солями міді), кислотний жовтий тривкий.
Барвники широко вживаються у текстильній промисловості, шкіряній, паперовій, поліграфічній і фотоматеріалів, у виробництві пластмас тощо.

## Особливі види

### Реактивний барвник
Барвник, до молекул якого входять полярні угруповання (як, наприклад, хлорзаміщені азагетероцикли, SO2(CH2) 2OSO3Na, n-NHCOCH=CH2 та ін.), які здатні утворювати з функційними групами волокон (OH, SH, NH2) ковалентні зв'язки, завдяки чому такий барвник міцно утримується на волокні (наприклад, моноазобарвники, антрахінонові, фталоціанінові барвники). Є водорозчинним, використовується для забарвлення вовни, натурального шовку, целюлозних і поліамідних матеріалів

### Медичні барвники
Барвники, що використовуються для класифікації бактерій. 
Наприклад, залежно від забарвлення, бактерії поділяють на грампозитивні (темнофіолетове забарвлення з генціаніном фіолетовим) та грамнегативні (червоне забарвлення з фуксином)
Перелік:
- Забарвлення сріблом за Вартіном-Старрі
- Фарбування за Грамом
- Фарбування за Романовським—Гімзою
- Фарбування за Цілем — Нільсеном
- Фарбування гематоксиліном-еозином
- Фарбування аураміном–родаміном

Певні види барвників застосовують у медицині як антисептики.